# De Candelaer
De Candelaer is een kleine aardewerkfabriek, sinds 1975 gevestigd in de plaats Delft, in de Nederlandse provincie Zuid-Holland. In de aardewerkfabriek wordt op traditionele wijze handbeschilderd Delfts Blauw en polychroom aardewerk gemaakt.
Het pand heeft een lijstgevel en een pui onder geprofileerde puibalk. Het is erkend als rijksmonument.
Het gebouw aan de Kerkstraat wordt met name door toeristen bezocht. De Candelaer trekt jaarlijks ongeveer 25.000 bezoekers.